# O salto
O salto è un film del 1967 diretto da Christian de Chalonge. Il film fu presentato in concorso alla 28ª Mostra del cinema di Venezia.